# Kaiafas

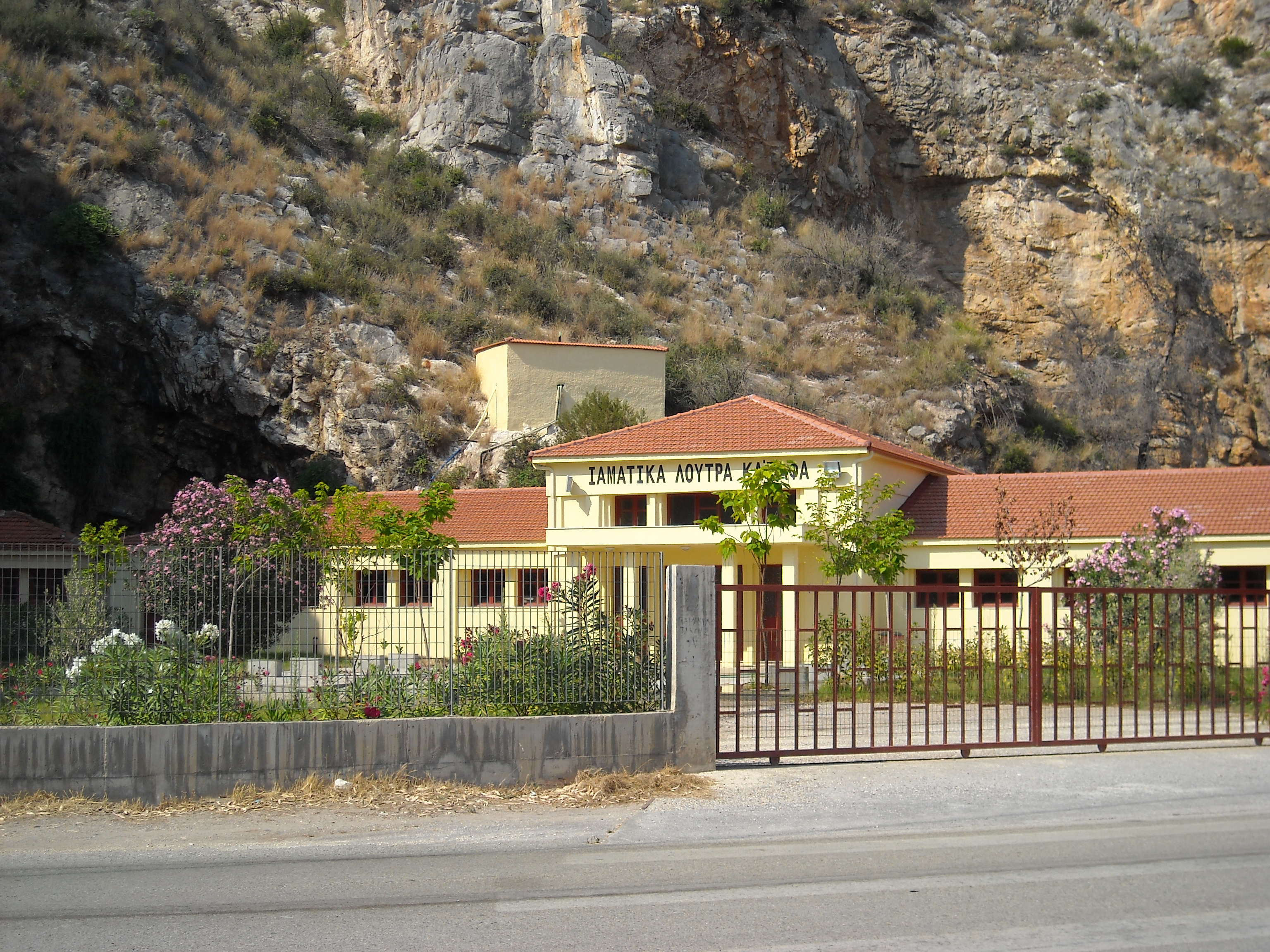
Instalaciones termales de Kaiafas.

Kaiafas o las fuentes termales de Kaiafas (en griego moderno Καϊάφας) es una localidad y un balneario del municipio de Zacharo, al sur de la prefectura de Élide (Grecia). Está a solo 25 km de la antigua Olimpia, un importante yacimiento arqueológico de Grecia que es Patrimonio de la humanidad.

## Propiedades curativas
Las fuentes termales de Kaiafas son una formación geológica que consiste en dos fuentes que hay dentro de una cueva natural situada al pie del monte Lapithas. 
El agua, que mana a una temperatura de entre 32-34 °C, contiene una alta concentración de compuestos de azufre, especialmente sulfato de magnesio y sulfato de calcio, y también es rica en minerales.
Desde tiempos antiguos se le atribuyen propiedades terapéuticas, y se ha probado médicamente que tienen propiedades curativas para las enfermedades muscoloesqueléticas. Hay un balneario justo a la entrada a la boca de la cueva. 

## Ubicación
El paraje de las fuentes termales de Kaiafas cuenta con un bello entorno natural, protegido hoy en día como parte de la Red Natura 2000. A la salida de la cueva hay un lago, y en una isleta que hay en el centro del lago se encuentran alojamientos turísticos, especialmente el hotel termal Olympia. 

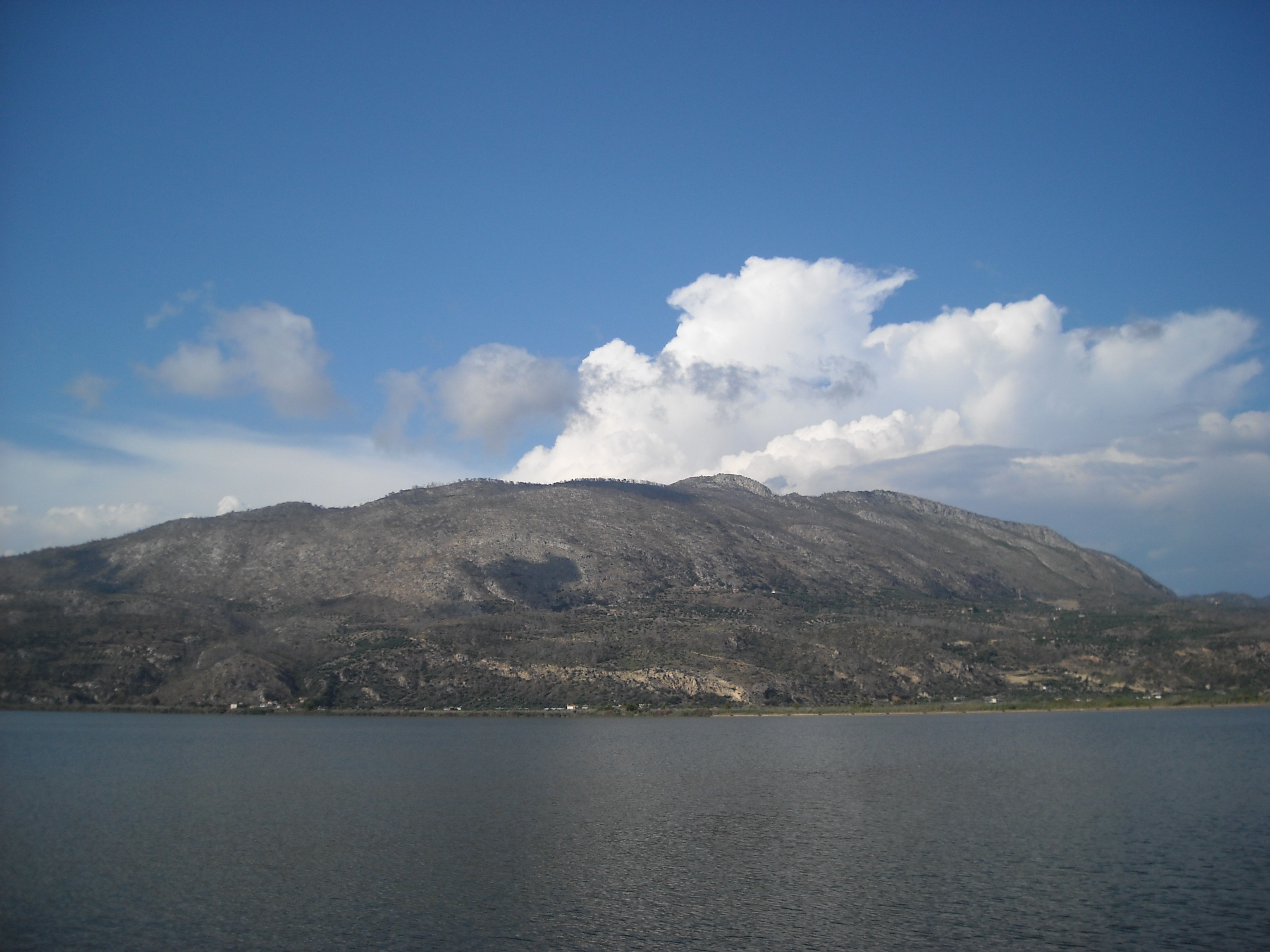
El monte Lapithas, del que mana la fuente.

 El lago está separado de una playa de arena de 3,5 km de longitud por un bosque de pinos, en el que predomina el Pinus halepensis.

## Historia y mitología
El río y la zona de la cueva han sido durante milenios un atractivo turístico. Originalmente eran el centro del mito de las nereidas Anigrides: los pacientes les rezaban y se bañaban en sus aguas para curarse de enfermedades como la lepra. 
Como se ha dicho antes, las fuentes ya eran visitadas en la antigüedad, pero no tenemos mención de ellas en época bizantina ni en el periodo otomano. VOlveron a usarse después de la fundación del estado moderno griego. Las primeras intstalaciones se construyeron en 1907, cuando la construcción de una vía férrea que conectaba el lugar con la ciudad de Patras permitió que llegaran visitantes de lejos. Entre 1960 y 1999 las instalaciones dependían de la Hellenic Tourism Organisation; en 2000 pasaron a ser patrimonio de la empresa pública, y en 2007-2008 fueron reformadas.

## Evolución de la población
| Año  | Población |
| ---- | --------- |
| 1991 | 35        |
| 2001 | 114       |